# República de China en los Juegos Olímpicos de Múnich 1972
La República de China (ROC) estuvo representada en los Juegos Olímpicos de Múnich 1972 por un total de 21 deportistas, 15 hombres y 6 mujeres, que compitieron en 10 deportes.
La portadora de la bandera en la ceremonia de apertura fue la atleta Chi Cheng. El equipo olímpico no obtuvo ninguna medalla en estos Juegos.